# Beata Madejska
Beata Marta Śliwka, coniugata Madejska (Działdowo, 24 luglio 1973), è un'ex cestista polacca.

## Carriera
Con la Polonia ha disputato i Campionati europei del 2001.